# Palacio Zorzi Liassidi
El palacio Zorzi Liassidi es un edificio histórico veneciano de estilo gótico, situado en el sestiere (barrio) de Castello. Tras su última remodelación fue destinado a alojamiento turístico con el nombre de Liassidi Palace Hotel.

## Historia y características
Afirmaba el historiador del siglo XVII Gian Jacopo Fontana en su obra Cento palazzi fra i più celebri di Venezia, que el origen del palacio solía atribuirse a la familia Donà , de la parte de los     "torreselle", denominados así, posiblemente por la torre que destacaba en el edificio. En 1436 fue vendido a Francesco Zorzi, hijo de Paolo Zorzi, por 4.250 ducados. Esta rama de los Zorzi descendían del político Marino Zorzi, 50º dogo o Dux de Venecia.
Un siglo y medio después, Alvise Zorzi, hijo de Benedetto Zorzi, mandó construir un puente hacia el portal a nivel del suelo, siendo el palacio notable por su decoración de mármoles y estuco.
La mansión pasó a manos de la familia chipriota Liassidi. Fue sede universitaria y, más tarde hotel.